# 工人党 (突尼斯)

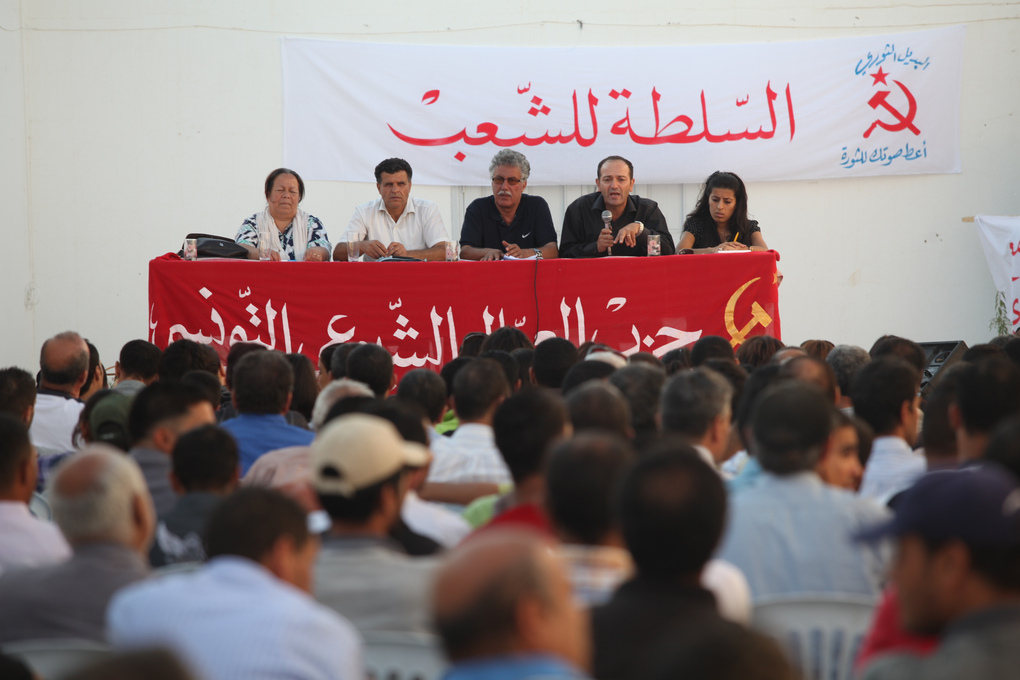
工人党的一次会议

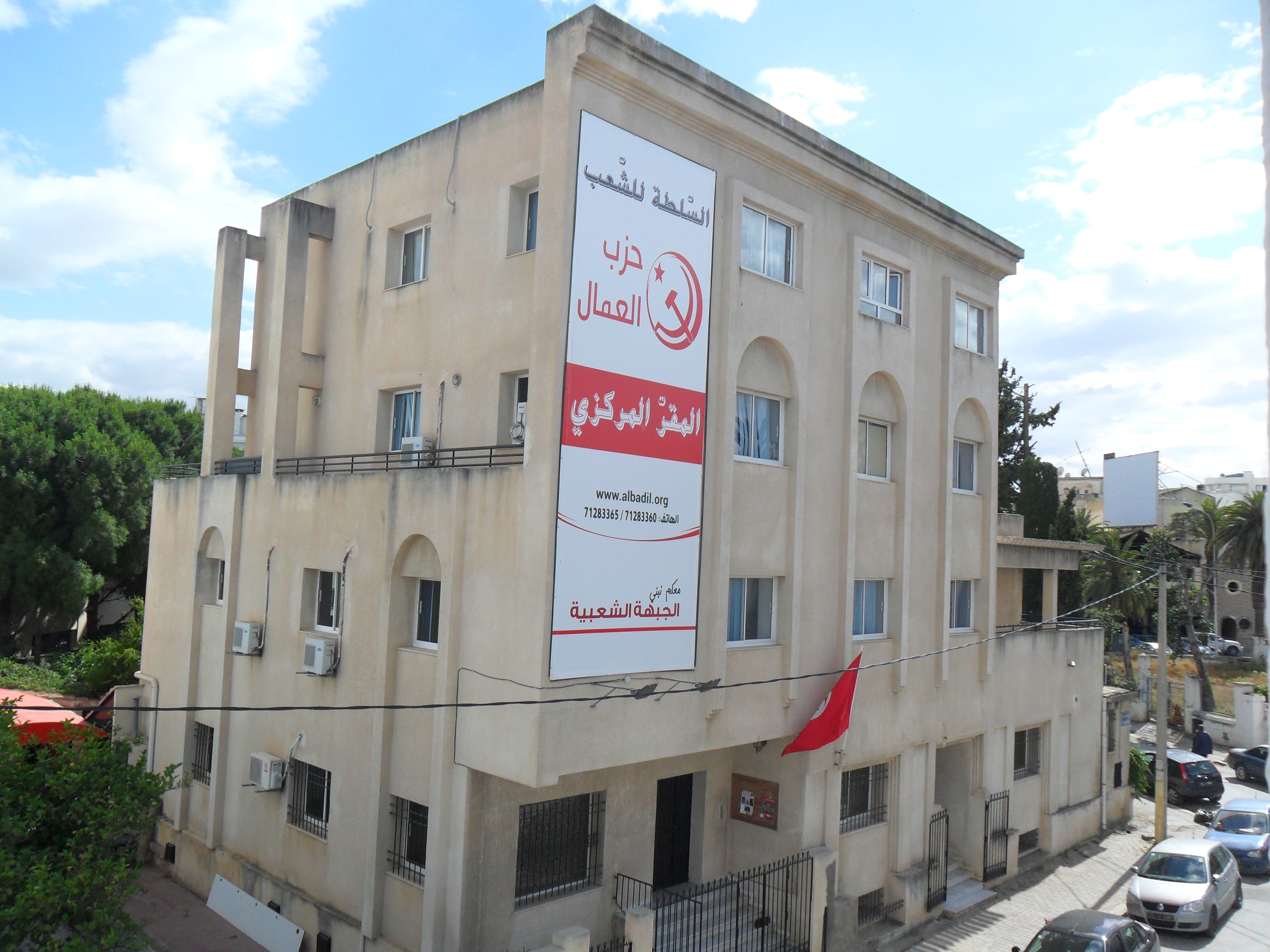
工人党总部

工人黨（突尼斯阿拉伯语：حزب العمال；法语：Parti des travailleurs），前称突尼斯工人共產黨，是突尼斯的一个霍查主义政党。
突尼斯工人共产党成立于1986年1月3日。据国际特赦组织称，1998年，学生游行后有4名该党的学生党员受到审判并被判处4年徒刑。
在2011年突尼斯革命之前，该党一直处于非法状态。在革命中，该党和另一个曾被禁的政党被邀请加入民族团结政府，以维持已存的政府架构。但最终突尼斯工人共产党和其他反对派拒绝加入，以促使革命缔造一个尽量与旧政权无关联的政府 。
参与反对本·阿里政权的革命后，该党于2011年7月22—24日召开了合法化以来的首次代表大会，有近2000人参加。在大会讨论中，有人提出去除党的名称中的“共产主义”。最终，该党发言人阿比德·贾巴尔·布多里宣布该党决定“鉴于目前繁忙的选举事宜，暂不对党的名称进行任何修改”。
在2011年的制宪议会选举中，突尼斯工人共产党的候选人以“革命替代”的口号参选，并分别在斯法克斯、凯鲁万以及锡勒亚奈3地各赢得1席 对于这样的结果，该党成员谢里夫·库莱伊夫表示，由于它并没有反映出突尼斯工人共产党的影响力，因此党对此是不满意的。突尼斯工人共产党在选后还发表声明，谴责了选举中的暗箱操作和舞弊行为。
2012年7月，鉴于保守的政治环境，该党将党名“突尼斯工人共产党”改为“工人党”。
该党是奉行霍查主义意识形态的国际政党组织马列主义政党和组织国际会议 (团结和斗争)的成员。